# Даррен Чіячія
Даррен Чіячія (англ. Darren Chiacchia, 18 вересня 1964) — американський вершник.
Бронзовий призер Олімпійських Ігор 2004 року в командному триборстві.